# Isoglossa
Isoglossa, biljni rod iz porodice primogovki smješten u tribus Justicieae, dio potporodice Acanthoideae. Sastoji se od 82 vrste, od kojih 81 u Starom svijetu, i jedna u Australiji (I. eranthemoides) Opisan je u Vidensk. Meddel. Dansk Naturhist. Foren. Kjøbenhavn 1854: 155, t. 5, f. 27. 1854. 

## Opis
Zeljasto bilje ili grmlje. Cvat vršni ili aksilarni, štitasti ili klasasti. Brakteje i brakteole male. Čaška aktinomorfna, 5-režnjevita. Vjenčić s 2 usne; gornja usna 2-režnjevita s izrazitim rubom; donja usna kratko 3-režnjevit sa 2 uzdignuta brida na nepcu. Prašnici 2, plodni, 2-tekusni; staminoda 0. Peludna zrnca kuglasta.
Vrstama ovog bilja hrani se larve leptira Celaenorrhinus mokeezi.

## Vrste
1. Isoglossa angusta (Nees) Baker
2. Isoglossa anisophylla Brummitt
3. Isoglossa asystasioides I. Darbysh. & Ensermu
4. Isoglossa bolusii C. B. Clarke
5. Isoglossa bondwaensis I. Darbysh.
6. Isoglossa bracteosa Mildbr.
7. Isoglossa bruceae I. Darbysh.
8. Isoglossa candelabrum Lindau
9. Isoglossa cataractarum Brummitt & Feika
10. Isoglossa ciliata (Nees) Engl.
11. Isoglossa clemensiorum (Benoist) B. Hansen
12. Isoglossa collina (T. Anderson) B. Hansen
13. Isoglossa comorensis Lindau
14. Isoglossa congesta Hedrén
15. Isoglossa conocalyx I. Darbysh. & Callm.
16. Isoglossa cooperi C. B. Clarke
17. Isoglossa cyclophylla Mildbr.
18. Isoglossa darbyshirei Champl. & Eb. Fisch.
19. Isoglossa delicatula C. B. Clarke
20. Isoglossa dichotoma (Blume) B. Hansen
21. Isoglossa dispersa I. Darbysh. & L. J. Pearce
22. Isoglossa eburnea Onjalal. & I. Darbysh.
23. Isoglossa eckloniana (Nees) Lindau
24. Isoglossa eliasbandae Brummitt
25. Isoglossa eranthemoides (F. Muell.) R. M. Barker
26. Isoglossa expansa Benoist
27. Isoglossa eylesii (S. Moore) Brummitt
28. Isoglossa faulknerae I. Darbysh.
29. Isoglossa floribunda C. B. Clarke
30. Isoglossa geoffrayi (Benoist) B. Hansen
31. Isoglossa glabra (Hand.-Mazz.) B. Hansen
32. Isoglossa glandulifera Lindau
33. Isoglossa glandulosissima K. Balkwill
34. Isoglossa gracillima Baker
35. Isoglossa grandiflora C. B. Clarke
36. Isoglossa grantii C. B. Clarke
37. Isoglossa gregorii (S. Moore) Lindau
38. Isoglossa humbertii Mildbr.
39. Isoglossa hypoestiflora Lindau
40. Isoglossa inermis (Benoist) B. Hansen
41. Isoglossa ixodes Lindau
42. Isoglossa justicioides Baker
43. Isoglossa lactea Lindau ex Engl.
44. Isoglossa laxa Oliv.
45. Isoglossa laxiflora Lindau
46. Isoglossa longiflora Benoist
47. Isoglossa macowanii C. B. Clarke
48. Isoglossa mbalensis Brummitt
49. Isoglossa melleri Baker
50. Isoglossa membranacea C. B. Clarke
51. Isoglossa milanjiensis S. Moore
52. Isoglossa multinervis I. Darbysh.
53. Isoglossa namuliensis I. Darbysh. & T. Harris
54. Isoglossa nervosa C. B. Clarke
55. Isoglossa onilahensis (Benoist) I. Darbysh.
56. Isoglossa oreacanthoides Mildbr.
57. Isoglossa origanoides (Nees) S. Moore
58. Isoglossa ovata (Nees) Lindau
59. Isoglossa pareensis I. Darbysh. & Hemp
60. Isoglossa parviflora Benoist
61. Isoglossa parvifolia Rendle
62. Isoglossa paucinervis I. Darbysh.
63. Isoglossa pawekiae Brummitt & Feika
64. Isoglossa perdita I. Darbysh.
65. Isoglossa perplexa (T.F.Daniel, Letsara & Martín-Bravo) I.Darbysh. & Kiel
66. Isoglossa prolixa (Nees) Lindau
67. Isoglossa pseudoanisotes I. Darbysh.
68. Isoglossa pterocalyx I. Darbysh. & Phillipson
69. Isoglossa punctata (Vahl) Brummitt & J. R. I. Wood
70. Isoglossa recurva Hanny & I.Darbysh.; otkrivena 2024.
71. Isoglossa rubescens Lindau
72. Isoglossa rutenbergiana Vatke
73. Isoglossa somalensis Lindau
74. Isoglossa strigosula C. B. Clarke
75. Isoglossa subcordata (C. B. Clarke) B. Hansen
76. Isoglossa substrobilina C. B. Clarke
77. Isoglossa ufipensis Brummitt
78. Isoglossa variegata I. Darbysh.
79. Isoglossa ventricosa I. Darbysh.
80. Isoglossa vestita Benoist
81. Isoglossa vulcanicola Mildbr.
82. Isoglossa woodii C. B. Clarke